# Ducado de Mahón

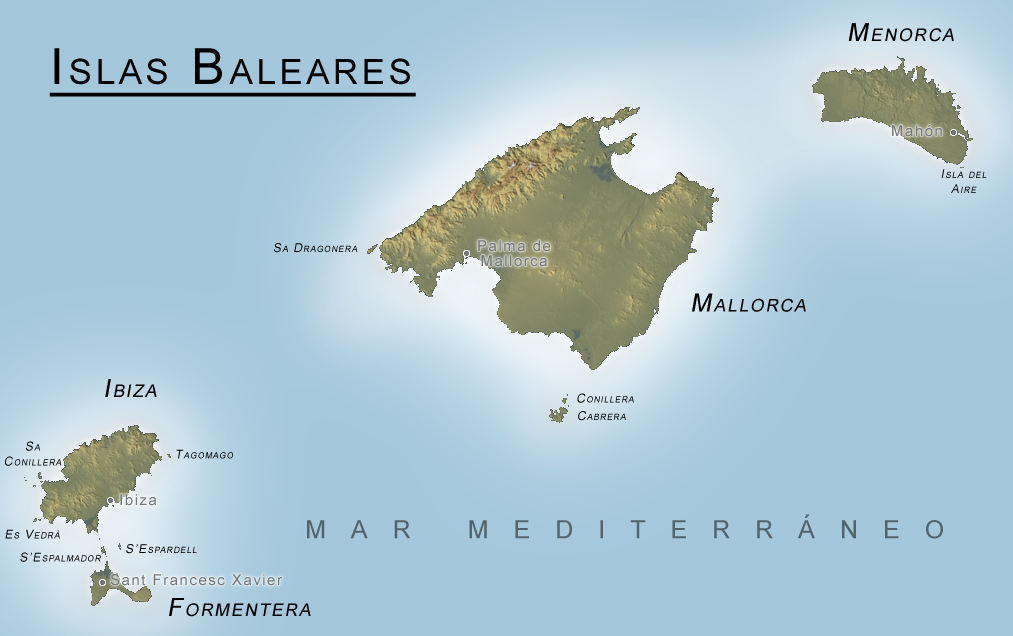
Situación de Menorca, respecto a las Islas baleares.

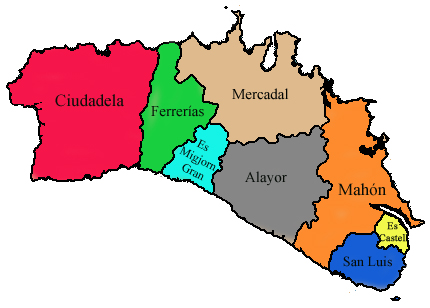
Situación de Mahón, en Menorca.

El Ducado de Mahón es un título nobiliario español creado en 1782 por el rey Carlos III a favor del militar francés Luis Berton de Balbe de Quiers, duc de Crillon, en Francia.
Luis Berton de Balbe de Quiers obtuvo el grado de mariscal de campo del ejército francés, pero se puso al servicio del rey de España Carlos III, encargándose de la recuperación de la isla de Menorca, a la sazón en poder de los ingleses, consiguiéndolo en la campaña 1781-1782, terminando la reconquista de la isla, al tomar el Castillo de San Felipe, baluarte defensivo de la ciudad de Mahón.
Ese mismo año de 1782, y en recuerdo de la victoria sobre los ingleses que capitularon entregando la isla de Menorca y su capital Mahón, el rey Carlos III le favoreció con el título de duque de Mahón. A partir de ese momento se hizo llamar "duque de Mahón-Crillon", haciendo referencia a los dos títulos (español y francés) que poseía.
Su denominación hace referencia a la ciudad de Mahón capital administrativa de la isla de Menorca, provincia de Baleares.

## Duques de Mahón
|                         | Titular                                    | Periodo                 |
| Creación por Carlos III | Creación por Carlos III                    | Creación por Carlos III |
| ----------------------- | ------------------------------------------ | ----------------------- |
| I                       | Luis Berton de Balbe de Quiers,            | 1782-1796               |
| II                      | Louis Alexandre Nolasque Félix Des Balbes  | 1796-1806               |
| III                     | François Félix Dorothée Des Balbes         | 1806-1820               |
| IV                      | Louis-Antoine-François de Paule Des Balbes | 1820-1832               |

## Historia de los duques de Mahón
- Luis Berton de Balbe de Quiers, (1717-1796), I duque de Mahón, duc de Crillon, en Francia. Recibió de parte del rey Carlos III, amplias posesiones en la isla de Puerto Rico, algunas de ellas fueron vendidas por él a otros nobles de la isla y el resto revirtió a la Corona, por falta de atención y cultivo.